# Santi Sène Hagne
 (août 2025).
Santi Sène Hagne (également orthographié Santi Sène Agne) est un homme politique sénégalais, membre de l'Alliance des forces de progrès (AFP), maire de la commune d’arrondissement de Sicap-Liberté de 2010 à 2022 et président de la fédération sénégalaise de handisport depuis avril 2017.

## Parcours politique

### Début de mandat et priorités (2010–2014)
Santi Sène Hagne entre en politique au début des années 2010. En janvier, il est nommé maire de la commune d’arrondissement de Sicap‑Liberté. Il remporte ce poste à l’issue d’un second tour, en tant que candidat de l’Alliance des Forces de Progrès (AFP), coalition Benno Siggil Senegaal, avec 30 voix sur 54 conseillers municipaux. Il est présenté comme le poulain de Moustapha Niasse, figure centrale de l’AFP et ce soutien politique lui permet d’émerger face à l’ancien maire socialiste Malick Seck, après le décès de Mamadou Diop. Réélu maire de la commune de Sicap‑Liberté le 9 janvier 2014 face à Pape Fodé Ndiaye, il remporte l’élection avec 30 voix contre 22, sous l’étiquette de la coalition Takhawu Dakar.

#### Politique locale et inclusion sociale
La progression de Santi Sène Hagne dans les domaines de l’aménagement urbain, du sport, de l’éducation et de l’inclusion sociale est confirmée par ses initiatives concrètes. En effet, après sa réélection en 2014, le conseil municipal de Sicap‑Liberté vote un budget de 692 733 480 CFA pour 2015, ciblant la santé, l’éducation et le sport, illustrant sa stratégie publique orientée vers ces volets.

##### Fin de mandat et succession
En 2022, il décide de ne pas se représenter aux élections municipales. Il laisse donc sa place à Souleymane Camara, élu sous la coalition Yewwi Askan Wi.

## Infrastructures et services
D’abord, il fait construire un nouveau collège ainsi qu’une école primaire dans le quartier de Baraka et met en place un poste de santé moderne équipé d’une ambulance d’une valeur de vingt-cinq millions de francs CFA. 
Par ailleurs, il fait doubler les aides financières accordées aux associations sportives de la commune, en soutenant particulièrement le basket, le rugby et le football féminin.
De plus, il entreprend la rénovation de plusieurs routes et renforce l’éclairage public dans le quartier de Liberté 6. Il lance aussi des campagnes de désencombrement pour mieux organiser les marchés et les espaces de vente appelés louma pour ainsi amélioration du cadre de vie des populations.
Il sollicite l’État afin que la commune puisse assurer elle-même la gestion du stade Demba Diop.

## Engagement communautaire et projets citoyens
La commune de Sicap-Liberté fait partie des premières du département de Dakar à avoir mis en place son comité électoral, dès le 23 février 2016. Ce comité est coordonné par Santi Sène Hagne, dans le cadre de la coalition Benno Bokk Yakaar (BBY). Sa mise en place s’est déroulée dans un esprit de concertation, réunissant les responsables des différents partis et des mouvements membres de la coalition. Ces acteurs sont représentés au sein du directoire du comité. Celui-ci a mis en place six commissions: communication, information et presse; formation; mobilisation et organisation; processus électoral; finances; et sécurité. Grâce à ces structures, les premières activités ont été lancées, notamment des séances de sensibilisation et de formation sur les 15 points du référendum, organisées le 27 février 2016. Elles ont mobilisé près de 500 relais communautaires et plus de 70 points focaux répartis dans dix sous-comités électoraux. Le comité électoral de Sicap-Liberté a entamé la mise en œuvre de son plan d’action et affirme rester pleinement engagé en faveur du vote en faveur du "OUI" lors du référendum du 20 mars 2016.
Il soutient également une campagne contre la drogue menée par l’Association Initiative pour l’Emploi et la Réinsertion des Jeunes de Sicap Liberté 2. 

## Tensions et suites judiciaires
Une contestation publique éclate lors de démolitions de cantines à Liberté 6 extension et l’affaire est portée devant la justice. En 2019, la mairie obtient gain de cause, la décision de démolition confirmée comme conforme aux normes urbanistiques.

## Dimension nationale dans le handisport
Santi Sène Hagne a assumé un rôle de premier plan au niveau national dans le domaine du handisport. En 2017, il est porté à la tête de la Fédération sénégalaise paralympique de handisport, à l’issue d’une assemblée générale extraordinaire, pour un mandat de quatre ans. Cette fonction lui a permis de participer à la structuration du handisport à l’échelle nationale.

## Hommages et reconnaissance
Lors de la transformation du comité provisoire handisport en Fédération sénégalaise paralympique de handisport, il reçoit un vibrant hommage des représentants des dix clubs affiliés, en reconnaissance de son travail de structuration.
On lui a attribué un prix de leadership lors du 18ᵉ gala des meilleurs sportifs au Sénégal, organisé par l’Association nationale de la presse sportive, en remerciement de son engagement en faveur des para-athlètes.